# Сражение при Кремсе
Сражение при Кремсе или Битва при Дюренштейне (фр. Bataille de Dürenstein, нем. Schlacht von Dürnstein) — сражение между французской и союзной русско-австрийской армиями, произошедшее 30 октября (11 ноября) 1805 года во время Войны третьей коалиции возле австрийских городов Дюренштейн и Кремс.

## Ситуация в Европе
После победы Наполеона над Австрией в 1800 году был заключен сначала Люневильский мирный договор с монархией Габсбургов, а в 1802 году — Амьенский мир с Великобританией. Однако вскоре, в 1803 году, мир с Великобританией был расторгнут, и Наполеон приступил к созданию Булонского лагеря на берегу Ла-Манша, сосредотачивая силы для десанта в Англию. Британия тем временем, чтобы устранить опасность появления французских войск на Британских островах, при помощи щедрых денежных субсидий создала Третью коалицию, ведущую роль в которой играли войска Австрии и России. Осенью 1805 года Наполеон (получивший к тому времени титул императора французов), получив известия о движении русской армии на соединение с австрийцами, принял решение первым атаковать союзников. Булонский лагерь был свернут, и армия, концентрировавшаяся в нём, была направлена на Дунай.

## Стратегическая ситуация
Австрийская армия генерала Мака, отлично снаряженная и многочисленная, не дожидаясь подхода союзных русских войск, выдвинулась в Баварию, в район крепости Ульм. Наполеон, сняв Булонский лагерь, молниеносно перебросил армию к Дунаю и, совершив фланговый обход армии Мака отрезал его от снабжения и союзных войск и после ряда боёв заставил капитулировать.
Русская Подольская армия под командованием М. И. Кутузова (около 35 тыс. человек), двигавшаяся на соединение с армией генерала Мака, оказалась в чрезвычайно опасном положении перед превосходящими силами французов. В Браунау-на-Инне к Кутузову присоединились некоторые австрийские силы, избежавшие окружения под Ульмом (корпус генерала Кинмайера в 18 000 человек, и ещё некоторые отряды численностью в 3 000 чел.), вместе с которыми армия Кутузова стала насчитывать около 56—57 тыс. чел.
Объединённая армия под командованием М. И. Кутузова начала стремительный отход вдоль правого берега Дуная. Ситуация усугублялась тем, что все войска, могущие соединиться с Кутузовым, были далеко, что означало неизбежное падение столицы Габсбургов — Вены, защитить которую армия Кутузова была явно не в силах. С другой стороны, Кутузов рассчитывал переправиться через реку у города Кремс, сделав, таким образом, Дунай рубежом между союзной и французской армиями.
Части Великой армии заняли Браунау-на-Инне 29 октября, а 30-го туда прибыл сам Наполеон. Император стремился уничтожить Подольскую армию до её соединения с армией Буксгевдена, что отдало бы Австрию в его руки, серьезно подорвало бы дух русской армии и удержало бы Пруссию от вступления в войну. Французы сразу же начали преследование отступающих союзников.
Наполеон создал новый корпус под командованием маршала Эдуара Мортье, задачей которого было, перейдя на северный, левый берег Дуная, опередить союзников и занять переправы у Кремса раньше них. Это привело бы к уничтожению армии противника, зажатой между Дунаем и наступающим Наполеоном. Однако, союзники переправились через Дунай раньше, чем успел подойти корпус Мортье.

## Ход сражения
Кутузов с 24 000 солдат неожиданно атаковал Мортье, под командованием которого в это время была только 1 дивизия из 3, входивших в его корпус, а именно дивизия Газана (6000 человек). По замыслу М. И. Кутузова отряд генерал-майора М. И. Милорадовича (ок. 4500 чел.) должен был встретить головную дивизию у Штейна и сдерживать её, сколько будет возможно, в то время как отряды генерал-майора Д. С. Дохтурова (16 батальонов пехоты и 2 конных эскадрона, всего до 10000 человек) и Штрика (ок.3000 чел.) должны были ударить ей во фланг и тыл. Малочисленность передовых частей главнокомандующий обусловил замыслом дезинформировать противника; до начала дела его лазутчики убедили маршала Мортье в том, что русская армия поспешно отступает в Моравию и оставляет заслон в виде малого арьергарда у Штейна. Французский командующий поверил ложным сведениям и ускорил темп наступления на Штейн.

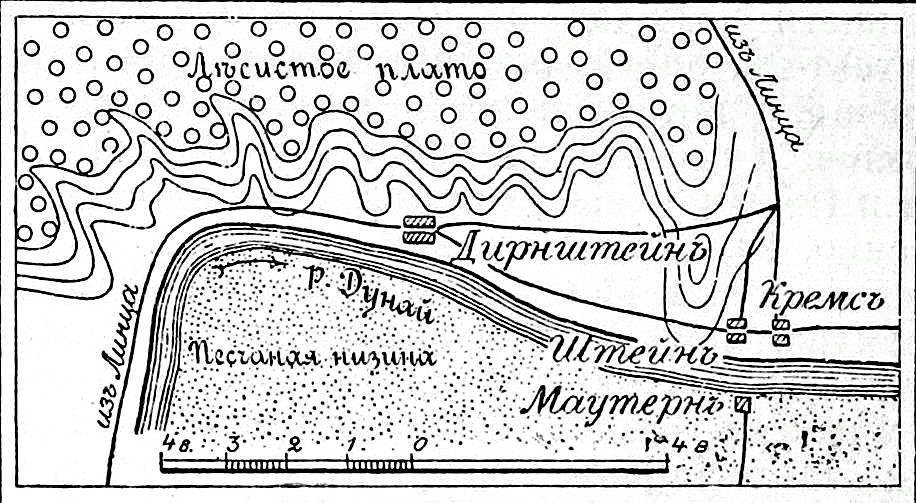
Театр военных действий
(Рисунок из статьи «Дирнштейн»
«Военная энциклопедия Сытина»)

В 8 часов утра 11 ноября французы пошли в атаку в направлении Унтер-Лойбена. Через час в дело прибыл и сам маршал, взяв командование на себя. Упорствуя в стремлении занять Штейн как можно скорей, чтобы преследовать и далее Кутузова, французы яростно несколько часов подряд не ослабляли натиск на войска Милорадовича. Унтер-Лойбен раз за разом переходил из рук в руки (4 раза). Русский передовой отряд нёс серьёзные потери. Милорадович получил приказ отступать к Штейну, с целью заманить Мортье поглубже в наши позиции. Однако успех дела целиком зависел от обходного манёвра отряда Дохтурова. Ведомый по труднопроходимым дефиле гор и лесам австрийцами, он снизил темп движения до минимума и нарушил диспозицию выйти в 8 часов утра на позиции французов. Потеряв много времени, Дохтуров решил бросить артиллерию и кавалерийские эскадроны и ускоренно двигаться на Дюренштейн. В 5 часов вечера он занял его. Ловушка захлопнулась. Разведав обстановку, Мортье понял, что дело кончено, и получил предложение генералов скрыться с поля боя во избежание плена. Но маршал твёрдо решил разделить участь своих войск.
В это время Милорадович, подкреплённый Бутырским мушкетёрским полком перешёл в контратаку, прижимая дивизию Газана тылом к Дюрнштейну. Одновременно на поле боя прибыла дивизия Дюпона, ещё с утра спешившая на соединение с Мортье. Позже генерал признался: «Я ещё не знал, в каком положении находится маршал Мортье, но постигал крайнюю необходимость соединиться с ним».
Этот факт нарушил ход дела в корне и поставил уже русские соединения в трудное положение: отряд Дохтурова без всякой поддержки отбивал яростные атаки Мортье, пытавшегося отступить, со стороны Унтер-Лойбена и одновременно сдерживал крупные силы дивизии Дюпона со стороны Спица. Жаркий бой продолжался до 9 часов вечера. В конце концов, войскам в Дюрнштейне было приказано пропустить силы маршала и уступить ему пути отступления, что Дохтуров и исполнил, ссылаясь на абсолютную невозможность управлять войсками в темноте и при ощутимом преимуществе противника в силах. Мортье отступил, при этом потеряв около 40 % дивизии Газана, но сохранив корпус.
Дело завершилось отходом войск Кутузова к Кремсу, из-за чего французы приписали успех себе. Однако нарушение замысла Кутузова не привело его армию в беспорядок, только лишив возможности полностью разбить головную дивизию, которая потеряла до половины личного состава.
После боя и Кутузов, и Мортье доложили о свой победе, что отражено и в последующих оценках битвы — во французской и английской историографии принято мнение о победе французов, в русской, австрийской и немецкой — о победе союзников. Потери французов были весьма значительны и составили 2500—3000 человек убитыми, ранеными и пленными. Русские потери установить трудно, но вероятно, что их общее количество приближается к 3500 человек.
Русская армия продолжила отступление, в то время, как корпус Мортье активных действий в ходе кампании уже не предпринимал.

## Поле сражения в настоящее время

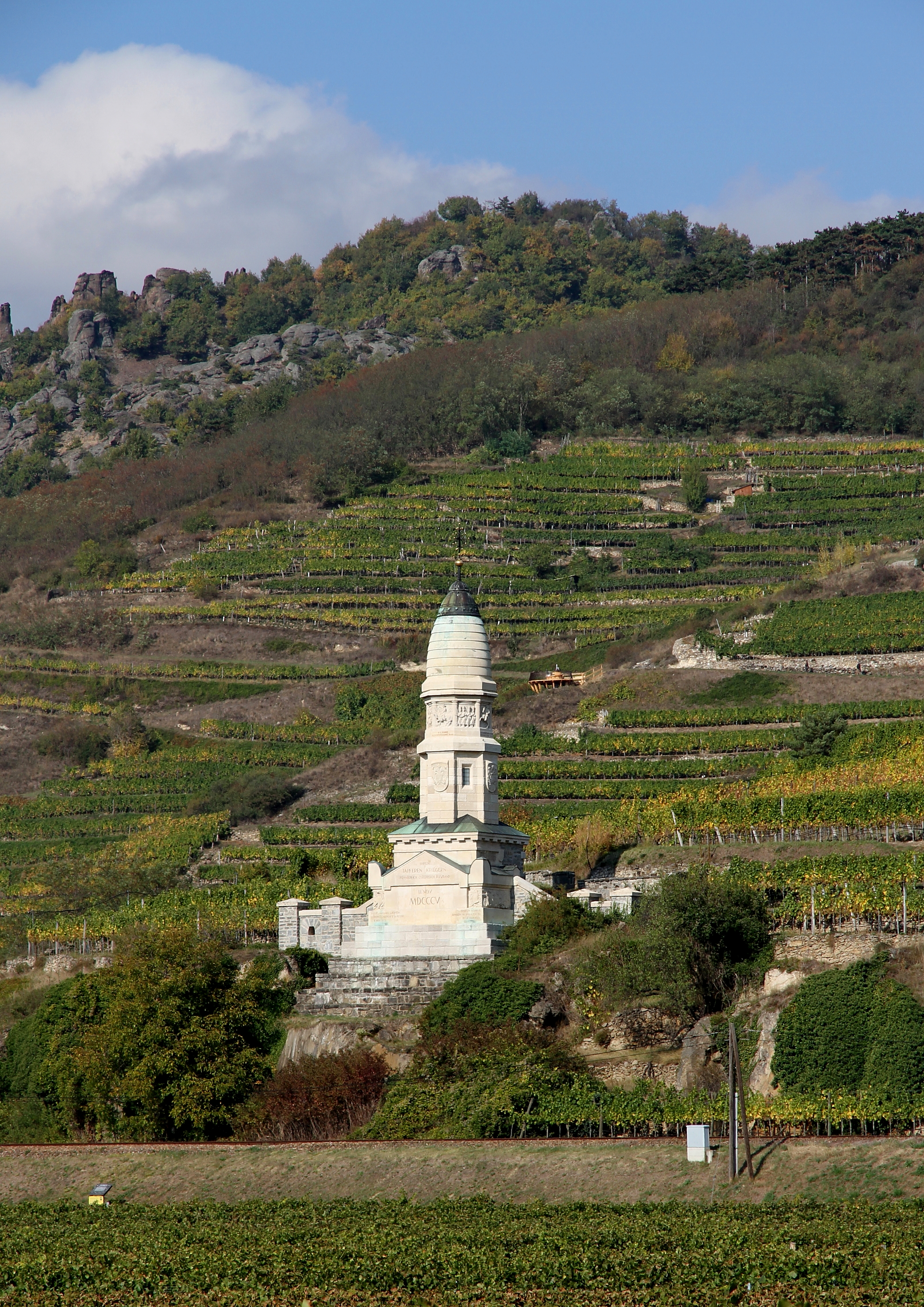
Памятник на поле сражения при Кремсе.

В бывшем поле сражения между городом Дюренштайн (совр. Дюрнштайн) и селением Унтер-Леобен установлен памятник. Он был сооружен в 1905 году в ознаменование столетия битвы. На фронтальной (обращенной к Дунаю стороне) мемориала на русском, немецком и французском языках выбиты слова «храбрым воинам Франции, Австрии и России», а также дата сражения: 11 ноября 1805 года. На боковых и тыловой стороне памятника — гербы участвовавших в сражении империй, а также имена, воинские звания и даты жизни командующих войсками.